# Torneo Apertura 1998 (El Salvador)
El Torneo Apertura 1998 (llamado Copa Pilsener por razones de patrocinio) fue el primer torneo corto con el formato de Apertura y Clausura en la Primera División de El Salvador.Y este es un título de Liga. Este trofeo es igual que los siguientes que ganaron los demás equipos ya que la federación así lo decidió y que FIFA lo reconoce como tal. 
Alianza fue el ganador del campeonato.

## Ascenso  y  descenso
| Pos | a Primera   |
| --- | ----------- |
| 1°  | Santa Clara |

| Pos | a Segunda |
| --- | --------- |
| 10° | El Roble  |

## Formato de competencia
El Torneo Apertura se desarrolla de la misma forma que los campeonatos anteriores, en dos fases:
- Fase regular: las dieciocho jornadas del torneo.
- La final entre los dos primeros de la clasificación.

## Equipos participantes

### Equipos por departamento
| Departamento | N.º | Equipos              |
| ------------ | --- | -------------------- |
| San Salvador | 2   | Alianza, Árabe Marte |
| San Miguel   | 2   | Águila, Dragón       |
| Santa Ana    | 1   | FAS                  |
| La Libertad  | 1   | ADET                 |
| Usulután     | 1   | Luis Ángel Firpo     |
| La Unión     | 1   | Municipal Limeño     |
| La Paz       | 1   | Santa Clara          |
| Sonsonate    | 1   | Sonsonate            |

### Información de los equipos
| Club             | Ciudad             | Departamento | Estadio                  |
| ---------------- | ------------------ | ------------ | ------------------------ |
| ADET             | Talnique           | La Libertad  | Hanz Usko                |
| Águila           | San Miguel         | San Miguel   | Juan Francisco Barraza   |
| Alianza          | San Salvador       | San Salvador | Cuscatlán                |
| Árabe Marte      | San Salvador       | San Salvador | Cuscatlán                |
| Dragón           | San Miguel         | San Miguel   | Juan Francisco Barraza   |
| FAS              | Santa Ana          | Santa Ana    | Óscar Alberto Quiteño    |
| Luis Ángel Firpo | Usulután           | Usulután     | Sergio Torres Rivera     |
| Municipal Limeño | Santa Rosa de Lima | La Unión     | Dr. Ramón Flores Berríos |
| Santa Clara      | San Luis Talpa     | La Paz       | Desconocido              |
| Sonsonate        | Sonsonate          | Sonsonate    | Ana Mercedes Campos      |

### Tabla de clasificación[2]
| Pos.          | Equipos               | PJ  | PG | PE | PP | GF  | GC  | Dif. | Pts. |
| ------------- | --------------------- | --- | -- | -- | -- | --- | --- | ---- | ---- |
| 1.            | C.D. Luis Ángel Firpo | 18  | 9  | 6  | 3  | 22  | 06  | +16  | 33   |
| 2.            | Alianza F.C.          | 18  | 9  | 5  | 4  | 30  | 16  | +14  | 32   |
| 3.            | FAS                   | 18  | 7  | 8  | 3  | 28  | 17  | +11  | 29   |
| 4.            | Águila                | 18  | 9  | 2  | 7  | 22  | 21  | +1   | 29   |
| 5.            | Árabe Marte           | 18  | 8  | 3  | 7  | 24  | 27  | -3   | 27   |
| 6.            | Dragón                | 18  | 6  | 7  | 5  | 19  | 23  | -4   | 25   |
| 7.            | Municipal Limeño      | 18  | 6  | 6  | 6  | 22  | 18  | +4   | 24   |
| 8.            | Sonsonate             | 18  | 5  | 3  | 10 | 17  | 27  | -10  | 18   |
| 9.            | ADET                  | 18  | 4  | 5  | 9  | 20  | 31  | -11  | 17   |
| 10.           | Santa Clara           | 18  | 4  | 1  | 13 | 15  | 33  | -18  | 13   |
| Apertura 1998 | Apertura 1998         | 180 | 67 | 46 | 67 | 219 | 219 | 0    | 247  |
|               |                       |     |    |    |    |     |     |      |      |

## Final
|  | Líder, clasificado para las semifinales. |
|  | Clasificados para las semifinales.       |

| 27 de diciembre de 1986 | Alianza       | 1 - 0 | Luis Ángel Firpo | Estadio Cuscatlán, San Salvador |  |
|                         | R. Osorio 86' |       |                  |                                 |  |

|                            |
| Campeón Alianza 7.° título |